# Grandcourt (Senna Marittima)
Grandcourt è un comune francese di 357 abitanti situato nel dipartimento della Senna Marittima nella regione della Normandia.

## Società

### Evoluzione demografica
Abitanti censiti